# Centro Científico Tecnológico NOA Sur
El Centro Científico Tecnológico NOA Sur (CCT NOA Sur) es un centro de investigación y desarrollo de CONICET que agrupa a diferentes institutos de Tucumán, Santiago del Estero y Catamarca.
En marzo de 2007,  por la resolución Nº649/07 de CONICET, se creó el Centro Científico Tecnológico CONICET Tucumán, que fue renombrado con su denominación actual en 2020.

## Unidades ejecutoras
Está conformado por las siguientes Unidades Ejecutoras:
- Instituto de Biodiversidad Neotropical (IBN)
- Instituto de Ecología Regional (IER)
- Instituto de Luz, Ambiente y Visión (ILAV)
- Instituto de Química del Noroeste Argentino (INQUINOA)
- Instituto Superior de Investigaciones Biológicas (INSIBIO)
- Instituto Superior de Correlación Geológica (INSUGEO)
- Instituto de Biotecnología Farmacéutica y Alimentaria (INBIOFAL)
- Instituto de Investigaciones sobre el Lenguaje y la Cultura (INVELEC)
- Instituto Superior de Estudios Sociales (ISES)
- Unidad Ejecutora Lillo (UEL)
- Instituto de Tecnología Agroindustrial del Noroeste Argentino (ITANOA)
- Instituto de Bionanotecnología del NOA (INBIONATEC)
- Instituto Multidisciplinario de Salud, Tecnología y Desarrollo (IMSaTeD)
- Centro de Investigación en Biofísica Aplicada y Alimentos (CIBAAL)
- Instituto de Estudios para el Desarrollo Social (INDES)
- Centro Regional de Energía y Ambiente para el Desarrollo Sustentable (CREAS)
- Instituto Regional de Estudios Socio-Culturales (IRES)
- Centro de Referencia para Lactobacilos (CERELA)
- Planta Piloto de Procesos Industriales Microbiológicos (PROIMI)
- Instituto de Investigación en Medicina Molecular y Celular Aplicada (IMMCA)